# رسوب ناشی از پرتو الکترونی
رسوب ناشی از پرتو الکترونی (EBID) فرآیندی است که در آن مولکول‌های گازی توسط یک پرتو الکترونی تجزیه می‌شوند که منجر به رسوب قطعات غیرفرار بر روی یک لایه مجاور می‌شود. پرتو الکترونی معمولاً توسط یک میکروسکوپ الکترونی روبشی ارائه می‌شود که منجر به دقت فضایی بالا (به‌طور بالقوه زیر یک نانومتر) و امکان تولید ساختارهای سه‌بعدی مستقل می‌شود.

## روند

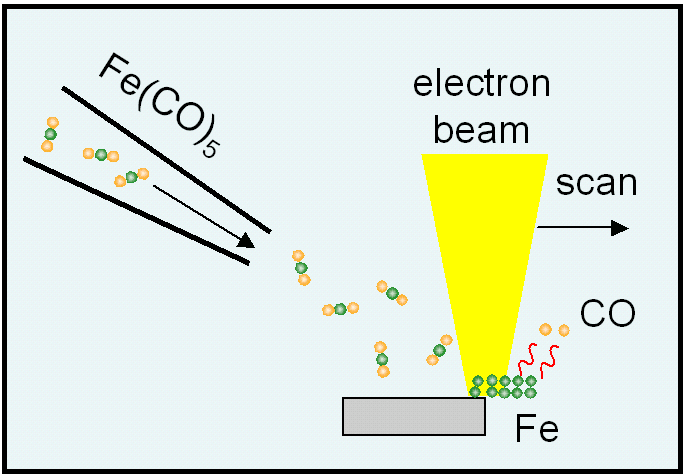
شماتیک فرایند EBID

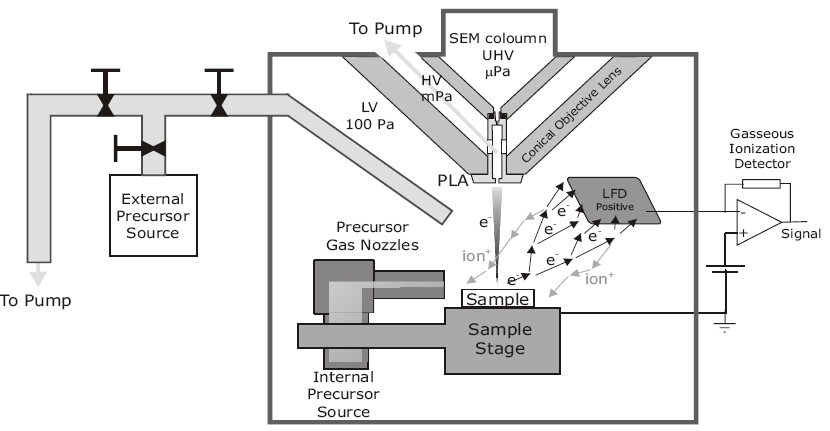
راه اندازی EBID

معمولاً از پرتو الکترونی متمرکز میکروسکوپ الکترونی روبشی (SEM) یا میکروسکوپ الکترونی عبوری روبشی (STEM) استفاده می‌شود. روش دیگر، رسوب ناشی از پرتو الکترونی (IBID) است که در آن یک پرتو یون متمرکز به جای آن اعمال می‌شود. مواد پیش ساخته معمولاً مایع یا جامد هستند و قبل از رسوب به گاز تبدیل می‌شوند، معمولاً از طریق تبخیر یا تصعید، و با نرخ (سرعت) دقیق کنترل شده به محفظه خلاء بالای میکروسکوپ الکترونی وارد می‌شوند. از طرف دیگر، پیش سازه‌های جامد را می‌توان توسط خود پرتو الکترونی تصعید کرد.
هنگامی که رسوب در دمای بالا رخ می‌دهد یا شامل گازهای خورنده می‌شود، از یک محفظه رسوب دهی خاص استفاده می‌شود. از میکروسکوپ جدا می‌شود و پرتو از طریق روزنه ای به اندازه میکرومتر وارد آن می‌شود. دهانهٔ کوچک فشار دیفرانسیلی را در میکروسکوپ (خلاء) و محفظه رسوب (بدون خلاء) حفظ می‌کند. چنین حالت رسوب گذاری برای EBID الماس استفاده شده‌است.
در حضور گاز پیش ساخته، پرتوی الکترونی روی لایه اسکن می‌شود و در نتیجه مواد رسوب می‌کنند. اسکن معمولاً توسط کامپیوتر کنترل می‌شود. نرخ رسوب به پارامترهای مختلف فرایند، مانند فشار جزئی پیش ساخته، دمای لایه، پارامترهای پرتو الکترونی، چگالی جریان اعمال شده و غیره بستگی دارد. معمولاً در حد ۱۰ نانومتر بر ثانیه است.

## مکانیسم رسوب گذاری
انرژی‌های الکترون اولیه در SEM یا STEMها معمولاً بین ۱۰ تا ۳۰۰ کیلو الکترون ولت هستند، جایی که واکنش‌های ناشی از برخورد الکترون اتفاق می‌افتاد، یعنی تفکیک پیش ساخته، سطح مقطع نسبتاً کمی دارند. اکثر تجزیه از طریق برخورد الکترون با انرژی کم اتفاق می‌افتد: یا توسط الکترون‌های ثانویه کم انرژی، که از سطح مشترک زیرلایه-خلاء عبور می‌کنند و به چگالی کل جریان کمک می‌کنند، یا الکترون‌های پراکنده غیرالاستیک (پس پراکنده).

## وضوح فضایی
الکترون‌های S(T)EM اولیه را می‌توان در نقاطی به کوچکی ۰٫۰۴۵ نانومتر~ متمرکز کرد در حالی که کوچک‌ترین سازه‌هایی که تاکنون توسط EBID رسوب گذاری شده‌اند، رسوبات نقطه ای به قطر ~ ۰٫۷ نانومتری هستند، رسوبات معمولاً اندازه جانبی بزرگتری نسبت به اندازه لکه پرتو دارند. دلیل آن به اصطلاح اثرات مجاورتی است، به این معنی که الکترون‌های ثانویه، پراکنده عقب و پراکنده رو به جلو (اگر پرتو روی مواد از قبل رسوب‌شده، ساکن باشد) در رسوب‌گذاری نقش دارند. از آنجایی که این الکترون‌ها می‌توانند زیرلایه را تا چندین میکرون دورتر از نقطه برخورد پرتوی الکترونی (بسته به انرژی آن) ترک کنند، رسوب مواد لزوماً محدود به نقطه تابش شده نیست. برای حل این مشکل، می‌توان از الگوریتم‌های جبران استفاده کرد که برای لیتوگرافی پرتو الکترونی معمول است.

## مواد و پیش ساخته‌ها
تا سال ۲۰۰۸، طیف موادی که توسط EBID رسوب داده شده بود شامل Al, Au، کربن بی‌شکل، الماس، Co, Cr, Cu, Fe, GaAs, GaN, Ge, Mo, Nb, Ni, Os, Pd, Pt, Rh, Ru, Re, Si, Si 3 N 4, SiOx, TiOx, W, بود و در حال گسترش بود. عامل محدود کننده در دسترس نبودن پیش ساخته‌های مناسب، پیش ساخته‌های گازی یا داشتن دمای تصعید پایین است.
محبوب‌ترین پیش ساخته‌ها برای رسوب عناصر جامد، کربونیل‌های فلزی با ساختار Me(CO) x یا متالوسن‌ها هستند. آنها به راحتی در دسترس هستند، با این حال، به دلیل ادغام اتم‌های کربن از لیگاندهای CO، رسوبات اغلب محتوای فلز پایینی را نشان می‌دهند. ترکیبات فلز - هالوژن (WF 6 و غیره) منجر به رسوب تمیزتر می‌شوند، اما به دلیل سمی و خورنده بودن، استفاده از آنها دشوارتر است. مواد مرکب از گازهای عجیب و غریب که به‌طور خاص ساخته شده‌اند رسوب می‌کنند. به عنوان مثال D 2 GaN 3 برای GaN.

## مزایا
- بسیار انعطاف‌پذیر از نظر شکل و ترکیب رسوب. پرتو الکترونی از نظر لیتوگرافی کنترل می‌شود و تعداد زیادی پیش ساخته‌های بالقوه در دسترس است
- اندازه جانبی سازه‌های تولید شده و دقت رسوب گذاری، بی‌سابقه است
- مواد رسوب‌شده را می‌توان با استفاده از تکنیک‌های میکروسکوپ الکترونی (TEM، EELS، EDS، پراش الکترونی) در حین یا بلافاصله پس از رسوب‌گذاری مشخص کرد. مشخص کردن خواص الکتریکی و نوری در لحظه نیز امکان‌پذیر است.

## معایب
- رسوب مواد سریالی و نرخ‌های کم رسوب گذاری به‌طور کلی توان عملیاتی و در نتیجه تولید انبوه را محدود می‌کند
- کنترل ترکیب عنصری یا شیمیایی رسوب‌ها هنوز یک چالش بزرگ است، زیرا مسیرهای تجزیه پیش ساخته‌ها عمدتاً ناشناخته هستند.
- اثرات مجاورت می‌تواند منجر به گسترش ناخواسته ساختار شود

## رسوب ناشی از پرتو یونی
رسوب ناشی از پرتو یونی (IBID) بسیار شبیه به EBID است با این تفاوت که پرتو یون متمرکز، معمولاً +Ga با ۳۰ کیلو الکترون ولت، به جای پرتو الکترونی استفاده می‌شود. در هر دو روش، این پرتو اولیه نیست، بلکه الکترون‌های ثانویه هستند که باعث رسوب می‌شوند. IBID در مقایسه با EBID دارای معایب زیر است:
- گسترش زاویه‌ای الکترون‌های ثانویه در IBID بزرگ‌تر است، بنابراین وضوح فضایی کمتری را به همراه دارد.
- یون‌های+Ga آلودگی و آسیب تشعشع اضافی را به ساختار رسوب‌شده وارد می‌کنند که برای کاربردهای الکترونیکی مهم است.[۸]
- رسوب گذاری در یک پرتو یون متمرکز (FIB) اتفاق می‌افتد، که به شدت تعیین خواص رسوب را در طول یا درست پس از رسوب گذاری محدود می‌کند. فقط تصویربرداری از قبیل SEM با استفاده از الکترون‌های ثانویه امکان‌پذیر است، و حتی این تصویربرداری به دلیل آسیب دیدن نمونه توسط پرتو +Ga محدود به مشاهدات کوتاه است. استفاده از یک ابزار پرتو دوگانه، که یک FIB و یک SEM را در هم ترکیب می‌کند، این محدودیت را برظرف می‌کند.

مزایای IBID عبارتند از:
- نرخ رسوب بسیار بالاتر
- خلوص بالاتر

## شکل‌ها
نانوساختارهای تقریباً با هر شکل سه بعدی را می‌توان با استفاده از اسکن پرتوهای الکترونی کنترل شده توسط کامپیوتر رسوب داد. فقط نقطه شروع باید به زیرلایه متصل شود، بقیه ساختار می‌تواند آزاد باشد. اشکال و دستگاه‌های به دست آمده قابل توجه هستند:
- کوچک‌ترین آهنربای جهان[۴]
- نانودرخت فراکتال[۴]
- نانولوپ (دستگاه نانو SQUID بالقوه)[۴]
- نانوسیم‌های ابررسانا[۸]

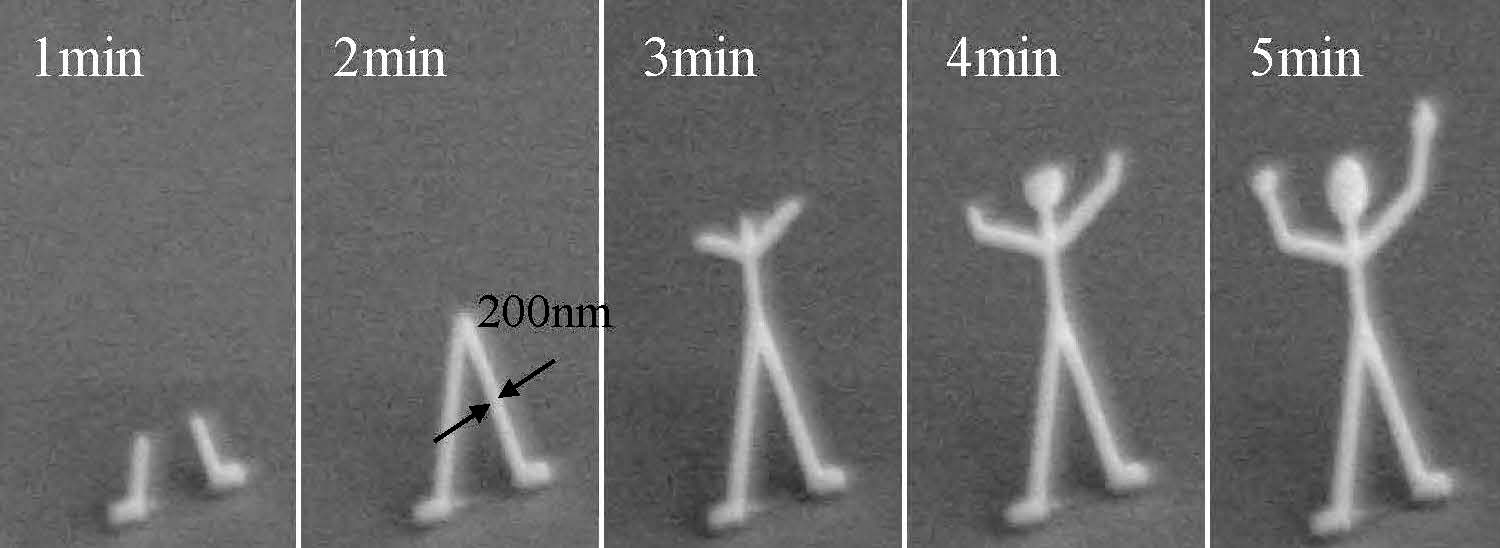
تصاویری از رشد یک نانوساختار عروسک مانند توسط IBID
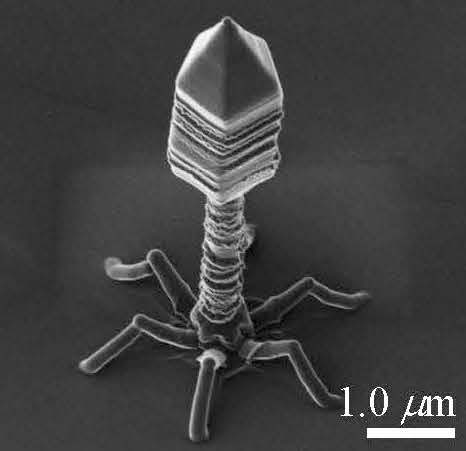
مدلی از فاژ رشد یافته توسط IBID
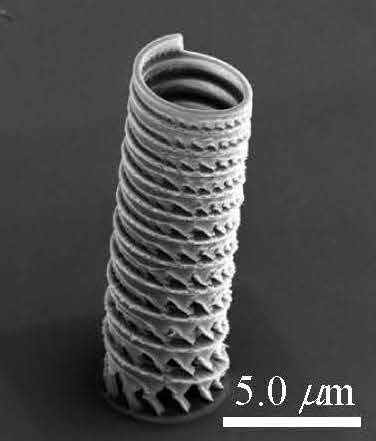
مدلی از برج کج پیزا که توسط IBID رشد یافته‌است
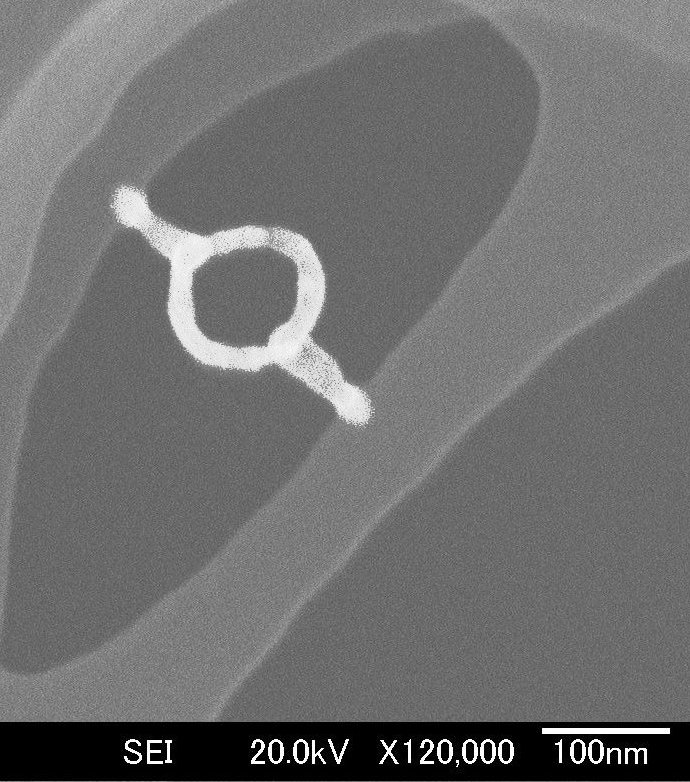
حرف Φ رشد یافته توسط EBID